# Brauerei Hofstetten Krammer
Die Brauerei Hofstetten Krammer GmbH & Co KG ist eine Bierbrauerei in der Gemeinde Sankt Martin im Mühlkreis (Oberösterreich). Sie ist im Guinness-Buch der Rekorde als älteste Brauerei Österreichs gelistet.

## Geschichte

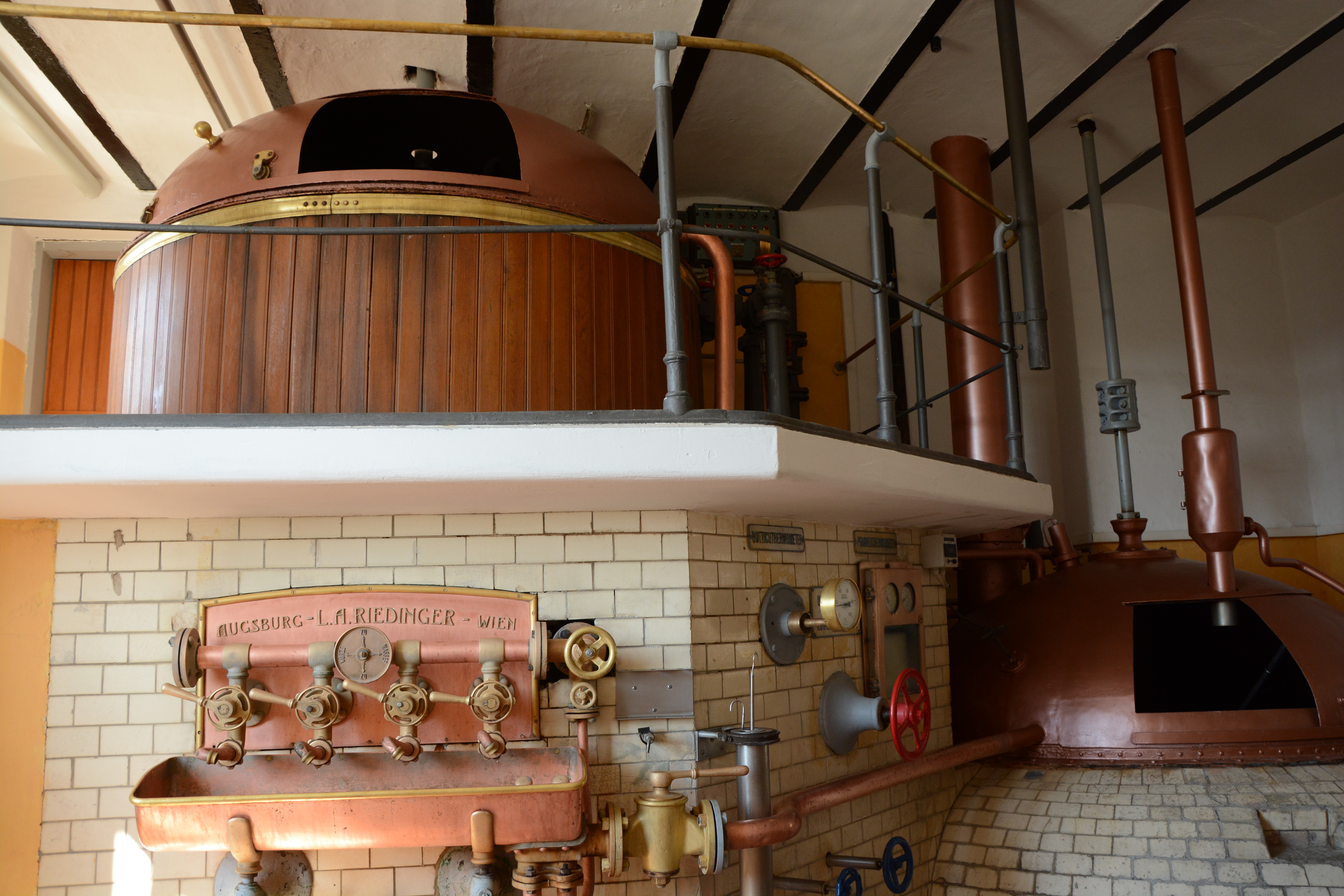
Das historische Sudhaus von 1929

Hofstetten wurde erstmals 1229 als Besitz der Pibersteiner urkundlich erwähnt, wobei vermutet wird, dass im Herrschaftssitz mit Raststätte an der Via Regia bereits Bier für die Gaststätte gebraut wurde. Damals wurde die heutige Brauerei Hofstetten wahrscheinlich als Gaststätte für die Handelsreisenden der Salzstraße, die mitten durch St. Martin führte, betrieben. Tatsächlich urkundlich genannt wurde eine Brauerei in Hofstetten 1449 im Urbar von Wallsee. Mit dieser Jahreszahl wurde die Brauerei Hofstetten auch im Guinnessbuch der Rekorde als älteste Brauerei Österreichs genannt. Das früheste Brauereiwappen ist auf einem Zinnteller aus dem Jahr 1560 erhalten.
Nachdem der Betrieb zunächst eine Herrschaftsbrauerei war, wurde sie später ein freieigentümlicher Betrieb. Aus dem Jahr 1728 ist eine Produktion von 680 Eimern überliefert, 1795/97 betrug der Ausstoß 1809 Eimer. 1847 ersteigerte der aus Ottau (Böhmen) stammende Viehhändler Kaspar Krammer das verschuldete Gut. Seit diesem Jahr befindet sich die Brauerei im Besitz der Familie Krammer. 1925/26 lag der Ausstoß bei 2145 Hektolitern, 1929 wurden die Kapazitäten mit einem gebrauchten Sudhaus ausgeweitet.
1998 übernahm Peter Krammer die Brauerei von seinem Vater Franz und lagerte die Flaschenabfüllung zur Stiftsbrauerei Schlägl aus. 1999 erfolgte der Ausbau des Führungsangebotes und der Umbau der Verkostungsstube. Der Ausstoß stieg zwischen 2000 und 2008 von 5000 hl auf 5700 hl und 2016 schließlich auf 8.000 hl. Peter Krammer weitete dabei vor allem das Spezial- und Starkbiersortiment stark aus. Seit September 2008 exportiert er Bier auch in die USA. Im Jahr 2016 wurde das neue Sudhaus in Betrieb genommen. Technisch auf dem neuesten Stand sorgen diese neuen Anlagen für eine Energieeinsparung von 50 Prozent. Neben dem modernen, vollautomatisierten Sudhaus ist auch das historische Sudhaus von 1929 immer noch in Verwendung. Dort werden alte Biersorten, wie das Bio Heines Altes Lager, der Granitbock und das Original Hochzeitsbier, noch authentisch und handwerklich gebraut.
Aktuell werden ungefähr die Hälfte der Biere in Bio-Qualität und mit 100 Prozent Rohstoffen aus der Region Mühlviertel gebraut. Die enge Zusammenarbeit mit den zirka 20 Bio-Gerstenbauern aus den umliegenden Gemeinden und Hopfenbauern aus dem Mühlviertel stärkt zudem die Wertschöpfung in der Umgebung.
Die Brauerei Hofstetten ist auch in der Mühlviertler Brauereikooperation „Bierviertel“ aktiv. Seit Anfang 2022 ist die Brauerei Mitglied bei dem „Verein der Unabhängigen Privatbrauereien Österreichs“, welche sich für den Erhalt die österreichische Bier- und Braukultur einsetzt.

## Biersorten
Die Brauerei Hofstetten bietet neben den klassischen österreichischen Biersorten wie Märzenbier bzw. Lagerbier auch viele Craft- und Spezialbiere sowie Stark- und Bockbiere. Zu den Standardsorten zählen das Mühlviertler Bio-Bier (Helles Lagerbier), Märzen, Pils, Granitbier (bernsteinfarbenes Spezialbier bzw. Wiener Lager) und das Bio Kübelbier (Zwickelbier), Mühlviertler Bio Pale Ale. Weitere Biere im Sortiment sind der vielfach prämierte Granitbock (dunkles Bockbier, welches mit glühenden Granitsteinen karamellisiert wird), das Hochland Bio Honigbier, Saphir (India Pale Ale), Bio Heines Altes Lager (Helles Zwickelbier wie in der Nachkriegszeit), Bio Hanfbier GANSCHA, diverse Honigböcke, saisonale Biere, ausgefrorene Bockbiere und vieles mehr. Durch das Jahr durch werden im Landbrauhaus Hofstetten über 20 verschiedene Sorten Bier gebraut, welche im ausgewählten Handel oder direkt am Rampenverkauf in der Brauerei erhältlich sind.